# 黒い狼
『黒い狼』（The Singer Not the Song）は、1961年のイギリスの映画。1953年の小説に基づいている。ロイ・ウォード・ベイカーが監督し、ダーク・ボガードなどが出演した。

## キャスト
※括弧内は日本語吹替（初回放送1972年1月24日『月曜ロードショー』）
- アナクレト：ダーク・ボガード（永山一夫）
- キーオ神父：ジョン・ミルズ（横森久）
- コチャ：ミレーヌ・ドモンジョ（渋沢詩子）
- 老叔父：ローレンス・ナイスミス（今西正男）
- 警部：ジョン・ベントレー（宮川洋一）

## スタッフ
- 監督・製作：ロイ・ウォード・ベイカー
- 原作：オードリー・アースキン・リンドップ
- 脚本：ナイジェル・バルチン
- 撮影：オットー・ヘラー
- 編集：ロジャー・チェリル
- 音楽：フィリップ・グリーン